# Pyrasia
Pyrasia és un gènere d'arnes de la família Crambidae. Conté només una espècie, Pyrasia gutturalis, que es troba a Turquia.